# Relacions exteriors de Moçambic
Aquest és un articles sobre les relacions exteriors de Moçambic. Si bé les aliances d'aquest país han estat significatives després de la guerra d'independència, en els darrers anys s'han caracteritzat pel pragmatisme. Els dos pilars de la política són el manteniment de bones relacions amb els seus veïns i el manteniment i ampliació de les relacions amb els socis de desenvolupament.

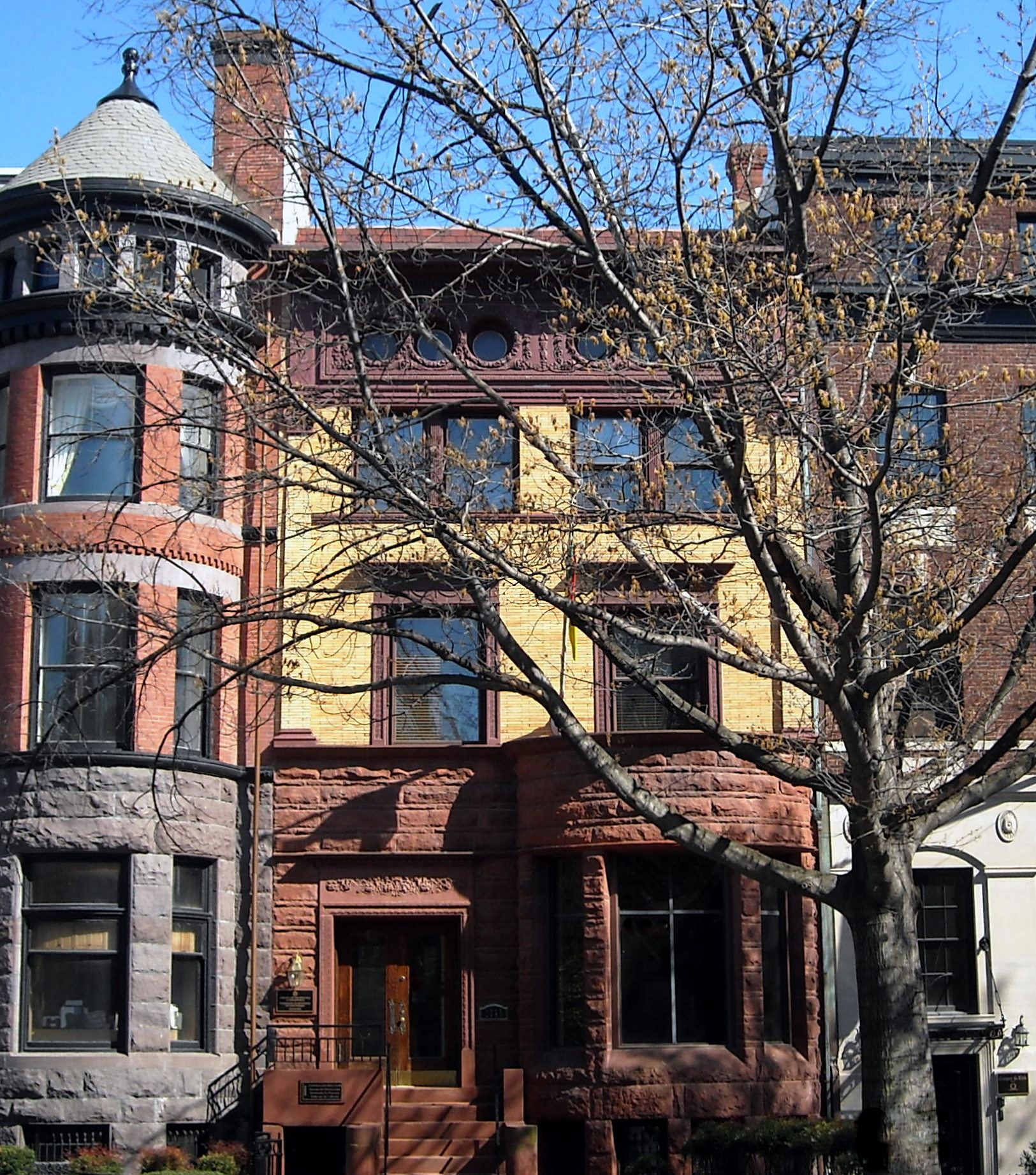
Ambaixada de Moçambic a Washington, D.C.

Durant la dècada de 1970 i principis de 1980, la política exterior de Moçambic estava íntimament lligada a les lluites contra els governs de les minories blanques de Rhodèsia i Sud-àfrica, així com a la competència entre superpotències i la Guerra Freda. La decisió de Moçambic de fer complir les sancions de Nacions Unides contra Rhodèsia i donar suport a les guerrilles rhodesianes va portar al règim de Ian Smith a dur a terme accions obertes i encobertes per desestabilitzar el país. Malgrat que el canvi de govern a Zimbabwe el 1980 va eliminar aquesta amenaça, el règim de l'apartheid a Sud-àfrica va continuar finançant la desestabilització de Moçambic. L'acord de Nkomati de 1984, tot i que va fracassar en el seu objectiu d'acabar el suport sud-africà al RENAMO, va permetre l'obertura dels primers contactes diplomàtics entre els governs de Moçambic i Sud-àfrica. Aquest procés va cobrar impuls amb l'eliminació de l'apartheid sud-africà, que va culminar amb l'establiment de les relacions diplomàtiques a l'octubre de 1993. Si bé les relacions diplomàtiques amb els països veïns Zimbabwe, Malawi, Zàmbia, i Tanzània a vegades són tibants, els llaços de Moçambic a aquests països segueixen sent forts.
En els anys immediatament posteriors a la seva independència, Moçambic es va beneficiar d'un ajut considerable d'alguns països occidentals, en particular, els escandinaus. La Unió Soviètica i els seus aliats, però, es van convertir els principals assessors econòmics i militars i socis polítics, i la seva política exterior van reflectir aquesta vinculació. Això va començar a canviar el 1983; en 1984 Moçambic es va unir al Banc Mundial i al Fons Monetari Internacional. L'ajuda occidental va reemplaçar ràpidament el suport soviètic, i els escandinaus, Finlàndia, els Estats Units, el Països Baixos i la Unió Europea es van convertir en fonts cada vegada més importants d'assistència per al desenvolupament. Itàlia també manté un perfil a Moçambic, com a resultat del seu paper clau en el procés de pau. Les relacions amb Portugal, l'antiga potència colonial, són complexes i de certa importància, ja que els inversors portuguesos tenen un paper visible en l'economia de Moçambic.
Moçambic és membre del Moviment de Països No Alineats i es troba entre els membres moderats del bloc africà a les Nacions Unides i altres organitzacions internacionals. Moçambic també pertany a l'Organització per a la Unitat Africana/Unió Africana i la Comunitat de Desenvolupament de l'Àfrica Meridional. El 1994 el govern es va convertir en membre de ple dret de l'Organització de la Conferència Islàmica (ara Organització de Cooperació Islàmica), no sols per ampliar la seva base de suport internacional, sinó també per complaure la considerable població musulmana. De la mateixa manera, a principis de 1996 Moçambic es va unir als seus veïns de parla anglesa en la Commonwealth. En el mateix any, Moçambic va esdevenir un membre fundador i el primer president de la Comunitat de Països de Llengua Portuguesa (CPLP), i manté estrets vincles amb altres estats de parla portuguesa. També és membre de l'Associació d'Administració Portuària d'Àfrica Oriental i Meridional (PMAESA).

## Relacions bilaterals

### Xina
Les relacions entre la Xina i Moçambic es remunten a la dècada de 1960, quan la República Popular de la Xina va començar a donar suport a la lluita del FRELIMO d'orientació marxista contra el colonialisme portuguès. Les relacions diplomàtiques es van establir formalment el 25 juny 1975 poc després que Moçambic va obtenir la seva independència de Portugal. En novembre de 2006, Moçambic es va convertir en el tretzè país africà que s'afegeí a la llista oficial de les destinacions turístiques de la Xina. Hu Jintao, president de la República Popular de la Xina, va fer una visita oficial a Moçambic en febrer de 2007, durant la qual ell i Armando Guebuza, president de Moçambic, van comprometre encara més la cooperació en les àrees d'economia, tecnologia, agricultura, educació i esport.

### Finlàndia
Els dos països van establir relacions diplomàtiques el 4 de juliol de 1975. Moçambic està representay a Finlàndia a través de la seva ambaixada a Estocolm, Suècia. Per la seva banda, Finlàndia té una ambaixada a Maputo.

### Índia
L'Índia té una Alta Comissió a Maputo. i Moçambic manté un Alt Comissionat a Nova Delhi.

### Portugal
Tots dos estats són membres de la Comunitat de Països de Llengua Portuguesa. Portugal té una ambaixada a Maputo i un Consolat General a Beira, mentre que Moçambic té una ambaixada a Lisboa i les empreses portugueses són el segon major inversor privat a Moçambic. Al juliol de 2008 Moçambic i Portugal van signar un acord per establir un fons per donar suport a inversions per valor de 124 milions de dòlars US en el sector de l'energia de Moçambic. alhora que Portugal va cancel·lar la deuta pendent de Moçambic amb Portugal, que s'estimava en US 393.400.000 $ US, acumulada des de la independència fins a 2005.

### Rússia
Les relacions entre Rússia i Moçambic es remunten a la dècada de 1960, quan Rússia va començar a donar suport a la lluita del FRELIMO d'orientació marxista contra el colonialisme portuguès. La majoria dels líders del FRELIMO van ser entrenats a Moscou. Les relacions diplomàtiques es van establir formalment el 25 de juny de 1975, poc després que Moçambic va obtenir la seva independència de Portugal. El juny de 2007, Rússia i Moçambic van signar un acord de cooperació econòmica. Rússia té una ambaixada a Maputo mentre que Moçambic té una ambaixada a Moscou.

### Corea del Sud
Es van establir relacions diplomàtiques entre la República de Corea i Moçambic l'11 d'agost de 1993. Hi havia 78 sud-coreans vivint a Moçambic en 2012.

### Estats Units
Les relacions entre els Estats Units i Moçambic són bones i milloren constantment. El 1993 l'ajuda a Moçambic als EUA era prominent, degut en part a l'emergència significativa assistència alimentària arran de la sequera d'Àfrica meridional de 1991-1993, però més important fou el suport al procés de pau i reconciliació. Durant el procés previ a les eleccions d'octubre de 1994, els Estats Units van exercir com a financer important i membre de les comissions més importants establertes per supervisar l'aplicació dels acords de pau de Roma. Els Estats Units són el major donant bilateral per al país i tenen un paper important en els esforços dels donants per ajudar a Moçambic.